# 和泊町立城ケ丘中学校
和泊町立城ケ丘中学校（わどまりちょうりつ しろがおかちゅうがっこう）は、鹿児島県大島郡和泊町内城にある公立中学校。

## 概要
沖永良部島のほぼ中央部に位置し、和泊町役場から約4kmの距離にある。周辺には11の集落があり、和泊町立内城小学校の学区（内城、瀬名、後蘭、永嶺、仁志、谷山）、和泊町立大城小学校の学区（大城、玉城、根折、古里、皆川）が城ケ丘中学校の学区となる。
1学年1学級であり、1991年度より生徒数は2桁台で推移している。2019年度の生徒数は36名である。
卒業後の進路としては、進学率が100%に近く、多くの生徒は沖永良部島内で唯一の鹿児島県立沖永良部高等学校に進学する。数名は島外の学校へも進学する。